# William C. Wright

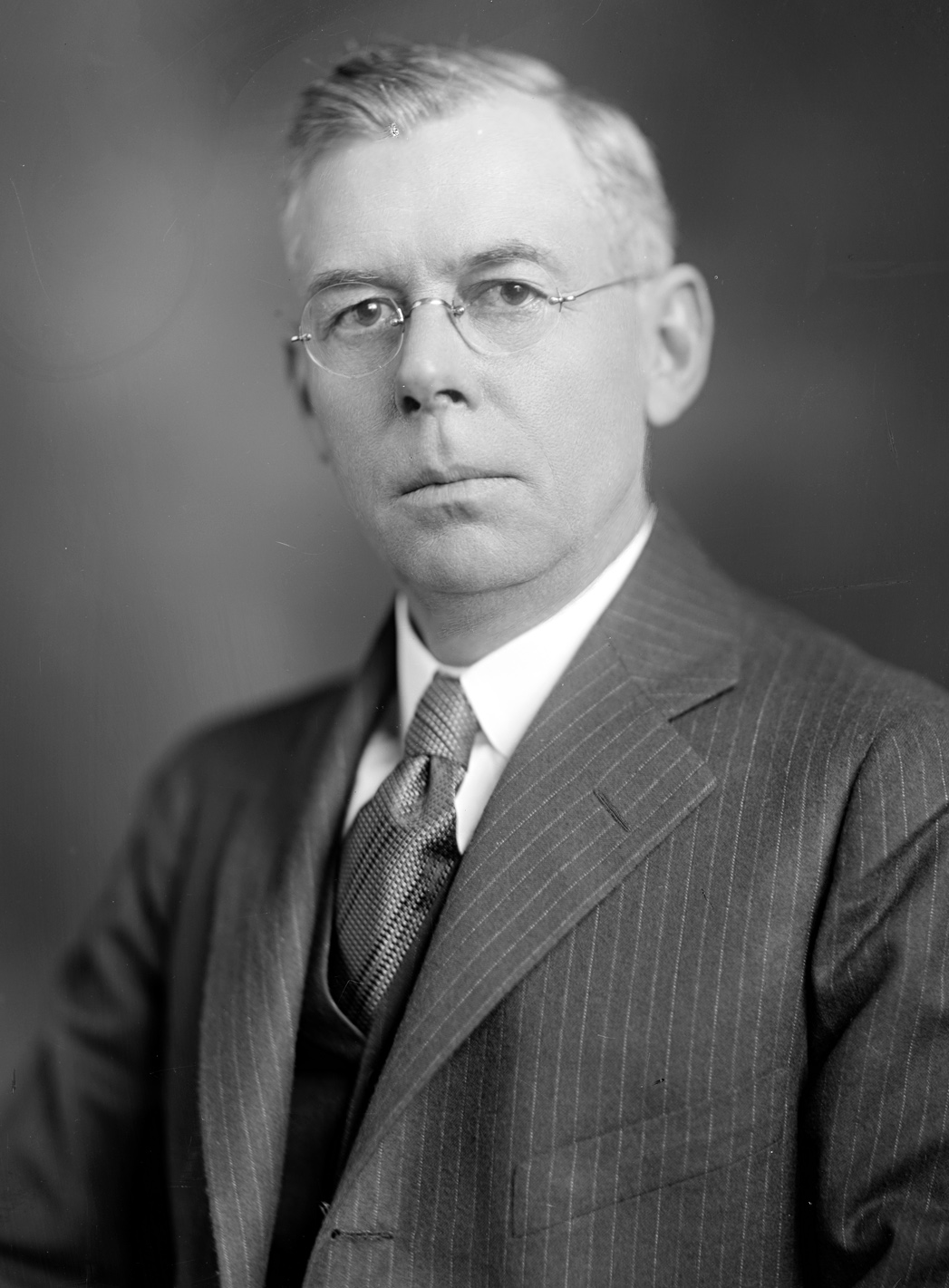
William C. Wright

William Carter Wright (* 6. Januar 1866 im Carroll County, Georgia; † 11. Juni 1933 in Newnan, Georgia) war ein US-amerikanischer Politiker. Zwischen 1918 und 1933 vertrat er den Bundesstaat Georgia im US-Repräsentantenhaus.

## Werdegang
Bereits im Jahr 1869 kam der auf einer Farm geborene William Wright mit seinen Eltern nach Newnan, wo er die öffentlichen Schulen besuchte. Nach einem anschließenden Jurastudium und seiner im Jahr 1886 erfolgten Zulassung als Rechtsanwalt begann er in seinem neuen Beruf zu arbeiten. In Newnan war er außerdem Bankier, Farmer und von 1892 bis 1895 auch städtischer Anwalt. Von 1894 bis 1903 fungierte er als Staatsanwalt. In den Jahren 1910 bis 1918 gehörte Wright dem Bildungsausschuss an.
Politisch war er Mitglied der Demokratischen Partei. In den Jahren 1910 und 1911 war er Parteivorsitzender in Georgia. Nach dem Rücktritt des Abgeordneten William C. Adamson wurde Wright bei der fälligen Nachwahl für den vierten Sitz von Georgia als dessen Nachfolger in das US-Repräsentantenhaus in Washington, D.C. gewählt. Dort trat er am 16. Januar 1918 sein neues Mandat an. Nach sechs Wiederwahlen konnte er bis zum 3. März 1933 im Kongress verbleiben. In dieser Zeit endete der Erste Weltkrieg. In den Jahren 1919, 1920 und Anfang 1933 wurden der 18., der 19. und der 20. Verfassungszusatz verabschiedet.
Im Jahr 1932 verzichtete William Wright auf eine erneute Kandidatur. Er starb am 11. Juni 1933, drei Monate nach seinem Ausscheiden aus dem US-Repräsentantenhaus, in Newnan, wo er auch beigesetzt wurde.